# Susan Tonge
Susan Clarencieux (* vor 1510 als Susan White; † nach 1564), auch bekannt als Susan Tonge, war eine Hofdame und langjährige Freundin von Königin Maria I. Tudor.

## Leben
Susan Clarencieux wurde etwa um 1500 als wahrscheinlich jüngstes von vier Kindern von Richard White und Maud Tyrell geboren. Ihr genaues Geburtsdatum ist nicht bekannt.
Susan trat als Hofdame in den Haushalt Maria Tudors ein, als diese 1525 als voraussichtliche Thronfolgerin nach Wales geschickt wurde. 1533 verlor sie ihre Stellung, da Marias Haushalt aufgrund ihrer Weigerung, die Annullierung der Ehe ihrer Eltern und damit ihre eigene Illegitimität  zu akzeptieren, aufgelöst wurde. Zu einem unbekannten Zeitpunkt vor 1534 heiratete Susan Clarencieux Thomas Tonge, der 1534 zum Clarenceux King of Arms ernannt wurde. Von da an war Susan, deren eigentlicher Ehename Tonge lautete, aufgrund des Amtsnamens ihres Ehemanns als Susan Clarencieux bekannt. 1536 starb Susans Ehemann. Aus der Ehe scheinen keine Kinder hervorgegangen zu sein, zumindest keine, die das Kindesalter überlebten.
Als Maria Tudors Haushalt 1536 wiederhergestellt wurde, nachdem sie den Forderungen ihres Vaters nachgegeben hatte, kehrte Susan auf Marias Wunsch wieder in ihren Dienst zurück. Zu diesem Zeitpunkt war sie bereits eine enge Vertraute Marias, was sie bis zu deren Tod bleiben sollte.
Nach der Thronbesteigung Marias im Jahr 1553 wurde Susan zur Mistress of the Robes (ranghöchste Hofdame) ernannt. Sie erhielt zwar keinen Titel, aber großzügige Landzuweisungen in Essex und einige Vormundschaften. Als die Königin nach einem geeigneten Ehemann suchte, riet ihr Susan Clarencieux stark zur Heirat mit Philipp II. von Spanien. Während der Scheinschwangerschaft Marias, bestärkte Susan sie immer wieder in ihrem Glauben, ein Kind zu erwarten, wenngleich sie gegenüber dem französischen Botschafter Antoine de Noailles erhebliche Zweifel an der Schwangerschaft ihrer Herrin äußerte. Susan erwarb sich den Ruf, hinterhältig und profitgierig zu sein. Dies zeigt sich in einem Bericht des venezianischen Botschafters Giovanni Michieli, den sie dazu überredete, der Königin seine Kutsche und die dazugehörigen Pferde zu geben, welche Maria anschließend Susan schenkte. 
Nach dem Tod Maria Tudors 1558, folgte sie Jane Dormer, einer anderen Hofdame Marias, und deren Ehemann Gómez Suárez de Figueroa, der ein Freund Philipps II. war, ins Exil nach Spanien. Da sie nach 1564 nicht mehr in Aufzeichnungen erwähnt wird, ist anzunehmen, dass sie etwa zu dieser Zeit als Mitglied des Haushalts von Gómez Suárez de Figueroa starb.